# Indigoterie Le Gouffre
L'indigoterie Le Gouffre est une ancienne fabrique de teinturerie située à Capesterre-de-Marie-Galante sur l'île de Marie-Galante dans le département de la Guadeloupe aux Antilles françaises. Construite au XVIIe siècle ou au XVIIIe siècle, les vestiges de l'indigoterie sont inscrits aux Monuments historiques depuis 2013.

## Historique

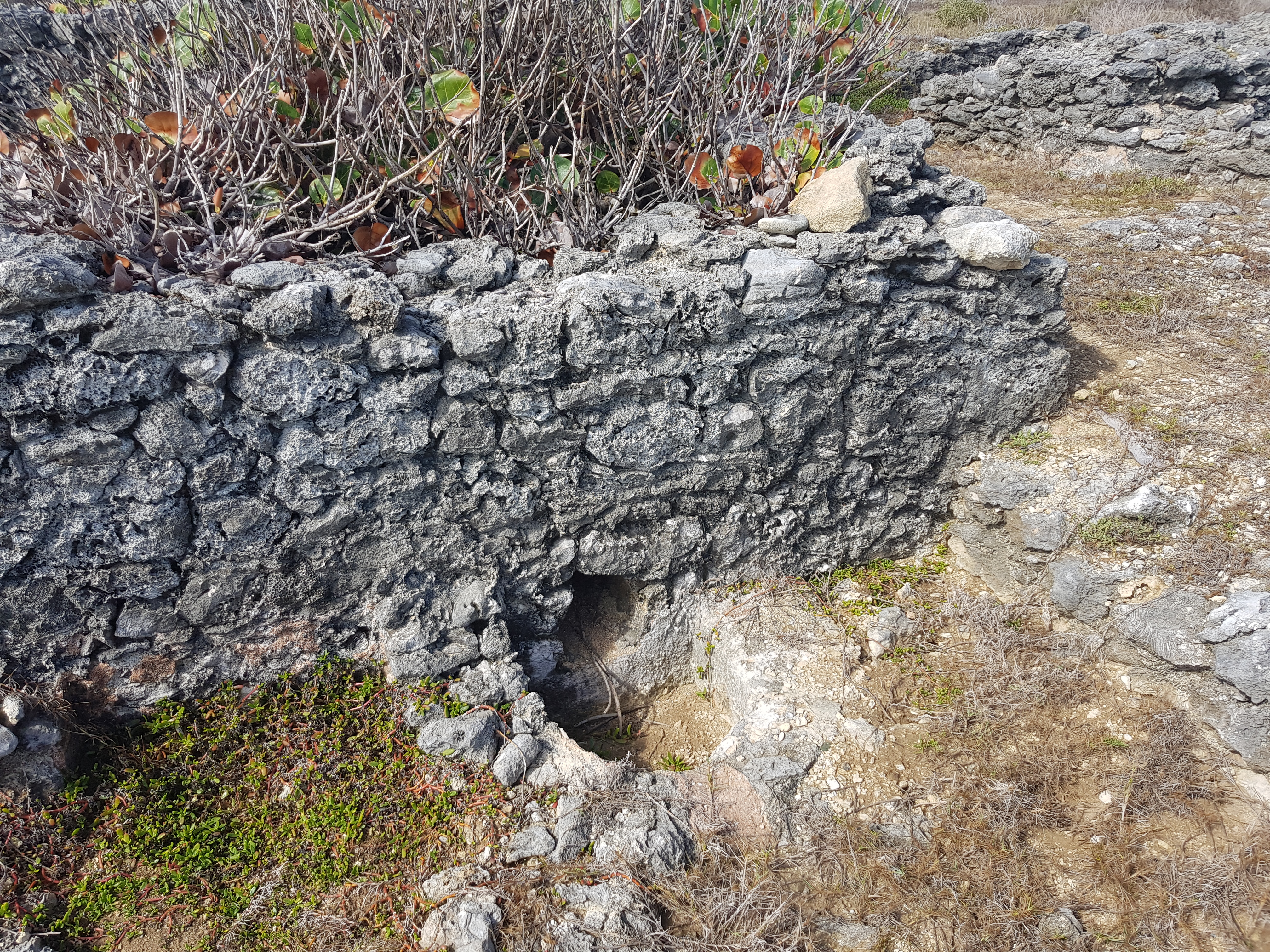
Indigoterie Le Gouffre à Marie-Galante

L'indigoterie Le Gouffre est créée à l'extrémité nord de la zone dite des Galets à Capesterre-de-Marie-Galante pour la réalisation de teintures de tissus à partir de la culture de l'indigo dans les zones calcaires de la Guadeloupe (principalement à la pointe orientale de la Grande-Terre et à Marie-Galante) favorables à la croissance de l'indigotier (Indigofera suffruticosa américain et Indigofera tinctoria asiatique importé d'Inde),. La période de production des indigoteries en Guadeloupe s'est étendue de 1680 à 1735, date de leur disparition totale de l'archipel en raison de la concurrence par les quantités massives produites à Saint-Domingue, avec un pic d'activité en 1720 à Marie-Galante (avec près de 90 unités de production sur l'île),. La production de l'indigo est vendu en Guadeloupe continentale et en Martinique à des marchands français et hollandais qui l'importent en Europe pour concurrencer le pastel.
Faisant partie des vingt-quatre indigoteries subsistantes recensées sur l'île de Marie-Galante – toutes principalement situées sur la côte orientale de l'île, dans la région dite des Galets, en raison de la plus faible pluviomètrie de cette zone favorable à la croissance des plants –, elle est classée aux Monuments historiques le 10 décembre 2013 en raison de son assez bon état de conservation,.

## Architecture
L'ensemble architectural est construit en pierres de calcaire (issu de madrépore) cimentées au mortier de chaux et enduites à l'intérieur d'un mortier de tuileau lissé à la chaux. Il est constitué de deux séries de cuves rectangulaires (composées chacune d'une trempoire – dite « la pourriture » – où trempaient les feuilles d'indigo fermentant, suivie d'une batterie où l'indigo était battu pour s'oxyder et devenir bleu et d'un reposoir compartimenté avec des murs internes et pourvu d'un bassinot) d'environ 3,5 m de côté, disposées parallèlement l'une vis-à-vis de l'autre, avec un puits sommaire creusé dans le karst à leur extrémité vers l'océan,. Cette disposition particulière se distingue de celles des autres indigoteries de l'île. Les deux séries de cuves permettent la production en continu de l'indigo, une étape de nettoyage des installations devant être pratiquée entre chaque cycle de fabrication de la teinture.